# The Wanderers (Film)
The Wanderers (deutscher Verweistitel: The Wanderers – Terror in der Bronx) ist ein US-amerikanischer Spielfilm aus dem Jahre 1979.
Der Film basiert auf dem autobiographisch geprägten Roman The Wanderers von Richard Price. Regie führte Philip Kaufman. Die ursprüngliche deutsche Kinofassung wurde um ca. 20 Minuten gekürzt.

## Figuren
Protagonisten des Films sind Richie und Joey. Richie ist der Anführer der Wanderers. Er geht mit Despie, der Tochter von Chubby Galasso, einem Mafioso.
Joeys Zuhause wird von seinem brutalen Vater Emilio beherrscht, einem alternden, gewaltbereiten Muskelprotz, der seine Familie tyrannisiert. Joey ist zwar eher klein, hat jedoch eine „große Klappe“ und künstlerisches Talent.
Turkey ist ein Wanderer, der sich bereits eine Glatze rasiert hat, um im Laufe des Films zu den Baldies zu wechseln. Er wird jedoch von diesen nie vollständig akzeptiert. Schließlich wird er von den Ducky Boys zu Tode gehetzt, nachdem er sich betrunken in ihr Viertel verlaufen hat, als die Baldies ihn zurückgelassen haben.
Terror ist der übergewichtige Anführer der Baldies, der allein durch seine Körpermasse einschüchtert. Er geht mit der zierlichen Peewee. Betrunken geraten die Baldies an einen Militär-Anwerber, dem es gelingt, sie für die Marines zu rekrutieren.
Nina wird von Richie beim „Tittengreifen“, dem Anrempeln junger Frauen auf der Straße und dem scheinbar zufälligen Begrabschen ihrer Brüste, angebaggert. Richie versucht sie scheinbar mit Joey zu verkuppeln, lässt sich dann aber selbst mit ihr ein – sehr zum Unmut seiner Freundin Despie und anderer Wanderers, was ihm aber im Laufe des Filmes verziehen wird.
Perry ist aus New Jersey neu in die Nachbarschaft gezogen und wohnt mit seiner Mutter, einer Alkoholikerin, in demselben Wohnhaus wie Joey. Perry hilft den Wanderers, nachdem Joeys große Klappe ihnen wieder einmal Ärger mit den Baldies eingebracht hat, und schließt sich daraufhin den Wanderers an.

## Handlung
Der Film erzählt vom Leben im New Yorker Stadtteil Bronx im Jahre 1963. Verschiedene Jugendbanden bekriegen sich und kämpfen zudem mit alltäglichen Jugendproblemen wie Liebe, Sex, Schule und Eltern. Im Zentrum des Filmes steht eine italo-amerikanische Gang namens The Wanderers und ihre andauernden Auseinandersetzungen mit den Fordham Baldies sowie mit weiteren irisch (Ducky Boys), asiatisch (Wongs) und afroamerikanisch (Del Bombers) geprägten Banden.
Als die Wanderers in der Schulklasse in einen Streit mit den Del Bombers geraten, stimmen alle einem Treffen zu, um die Angelegenheit durch eine Schlägerei zu klären. Die Wanderers bitten andere Gangs vergeblich um Unterstützung. In ihrer Not wenden sich The Wanderers sogar durch Vermittlung von Turkey, der mittlerweile dort seine Heimat gefunden hat, an die Baldies, obwohl es im Vorfeld massive Probleme gegeben hat. Leider ist ein Mitglied der Baldies ein Cousin von Clinton Stich, dem Anführer der Del Bombers.
Nur Chubby Galasso, der Vater von Richies Freundin, und seine Brüder sagen ihre Mithilfe zu. Die Galassos und die einflussreichen älteren Anführer der Schwarzen einigen sich darauf, statt einer sinnlosen Schlägerei ein großes Football-Match auszutragen, um die Streitigkeiten zu klären. Während des Matches tauchen die gefürchteten Ducky Boys auf, und es kommt zu einer großen Massenschlägerei zwischen den anwesenden Gangs. In Anbetracht der Situation schließen sich die Wanderers mit den Del Bombers und den Wongs gegen die brutalen und zahlenmäßig überlegenen Ducky Boys zusammen und schlagen sie in die Flucht, was vor allem auch durch die asiatische Kampfkunst der bisher neutralen Wongs beeinflusst wurde.
Als Perrys alkoholkranke Mutter zum wiederholten Mal in eine Klinik eingeliefert wird, nachdem der Vater von Joey diese Krankheit schamlos ausgenutzt hat, gerät Joey in einen Streit mit seinem Vater und schlägt ihn mit einer Flasche nieder. Daraufhin beschließen Perry und Joey, gemeinsam New York zu verlassen und ihr Glück an der Westküste zu versuchen.
Richie erfährt unterdessen von Despie, dass sie von ihm schwanger ist. Das hat zur Folge, dass die beiden heiraten müssen. Ritchie bekommt das Angebot, ins Geschäft der Galassos aufgenommen zu werden. Am Ende der Feierlichkeiten, bei denen auch die Anführerschaft der Wongs und der Del Bombers anwesend sind (und sogar Peewee, die nach der Rekrutierung der Baldies zur Marineinfanterie völlig alleine ist), machen sich Joey und Perry auf den Weg nach San Francisco.
Während zu Beginn des Films im Leben der Wanderers vor allem der Spaß im Vordergrund zu stehen scheint, zeigen sich im weiteren Verlauf Schwächen und Ängste der Charaktere, für die am Ende des Films auf unterschiedliche Weise ihre Jugend abrupt endet und der Ernst des Lebens beginnt.

## Gangs im Film
- The Wanderers: italienischer Abstammung; tragen goldgelb-rote Jacken mit dem großen Schriftzug „The Wanderers“ auf dem Rücken; ihr Anführer ist Richie.
- Baldies (auch Fordham Baldies – sie tragen die Abkürzung „FB“ in Nieten auf dem Ärmel ihrer Lederjacken): Glatzköpfe; tragen schwarze oder dunkelbraune Lederjacken; ihr Anführer ist Terror. Allerdings taucht der Name „Baldies“ nur einmal im Film auf, sonst wird nur von den Glatzköpfen gesprochen.
- Del Bombers: afro-amerikanischer Abstammung; tragen lila-goldene Jacken mit dem Schriftzug DB und einer senkrecht fallenden Bombe auf dem Rücken; ihr Anführer ist Clinton Stich.
- Ducky Boys: irischer Abstammung; tragen keine „Uniform“ und sprechen nicht; sind als einzige Gang bereit zu töten; haben ein seltsames Verhältnis zum Katholizismus: „Es ist in Ordnung zu töten, wenn man danach in die Kirche geht, beichtet und die Kommunion erhält.“
- Wongs: asiatischer Abstammung; haben alle angeblich den Nachnamen Wong; tragen schwarze Jacken; beherrschen die asiatische Kampfkunst; ihr Anführer ist Teddy Wong.

## Buch zum Film
Bei dem gleichnamigen Roman handelt es sich um den ersten Roman von Richard Price. Er ist in Auszügen 1972 und als Buch 1974 erschienen. Bereits in der ersten AVON-Auflage des Buches vom Februar 1975 wird auf den bald erscheinenden Film verwiesen (soon a major motion picture). Der Schriftzug des Buchtitels ähnelt dem Wanderers-Logo im Film.
Das Buch besteht aus zwölf Kapiteln. Es handelt sich dabei eher um eine Aneinanderreihung von Kurzgeschichten, die lose miteinander verbunden sind, in der Regel durch die wiederkehrenden Figuren. Für den Film wurden diese Kurzgeschichten adaptiert, d. h. mehr oder weniger umfangreich verändert, gestrafft und verdichtet. Dies geschah auf mehreren Ebenen:

### Zeithorizont
Die Zeitspanne des Films liegt bei rund einer Woche. Auch das Jahr, in dem der Film spielt, unterscheidet sich vom Buch. Der Film spielt in der Woche, in der John F. Kennedy ermordet wurde (22. November 1963). Das Buch hingegen umfasst eine Zeitspanne von mehreren Monaten. Explizit genannte Daten sind in Kapitel 1 der 12. September 1962, in Kapitel 5 Thanksgiving 1962, 27. November 1962 und in Kapitel 11 der 1. Juni 1962. (Es ist davon auszugehen, dass der 1. Juni 1963 gemeint ist. Die Kapitel sind chronologisch geordnet. Es handelt sich also entweder um eine Unachtsamkeit des Autors oder um einen Druckfehler.)

### Figuren
Das Buch beschreibt wesentlich mehr Personen als der Film.
- Protagonisten des Films wie auch des Buches sind Richie, Joey und Perry. Allerdings erfährt man im Film nichts über Richies Familienhintergrund, obgleich er die Hauptrolle spielt.
- Im Buch ist darüber hinaus auch Buddy einer der Protagonisten, der im Film nur als Randfigur auftaucht. Für den Film wurde die Figur Buddy aus dem Buch weitgehend in die des Richie integriert. So ist im Buch Buddy derjenige, der Despie beim „Tittengreifen“ kennenlernt, sie in der ersten gemeinsamen Nacht schwängert und später heiratet.
- Ein weiterer Protagonist im Buch ist ein Wanderer namens Eugene, der im Film überhaupt nicht vorkommt. Dessen Freundin, Nina, hat mit der Nina des Films nichts gemein.
- Die weiblichen Figuren wurden für den Film auf Despie und Nina reduziert. Im Buch hingegen gibt es Richies Freundin, Denise, die im Film nicht auftaucht, Buddys Freundin, Despie und Eugenes Freundin, Nina. Despie wurde für den Film zur Tochter von Chubby Galasso.
- Die Baldies werden im Buch von Turkey angeführt, der nichts mit der gleichnamigen Figur des Films zu tun hat. Terror ist im Buch der brutalste Baldie. Im Film ist er gleichzeitig ihr Anführer. Von den Ducky Boys zu Tode gehetzt wird im Buch eine Figur namens Sloopy, der nichts mit dem Turkey des Films gemein hat.

### Handlung im engeren Sinn
Die Weitläufigkeit des Buches wurde für den Film stark gestrafft und verdichtet. Hierfür wurden zum einen Ereignisse und Motive des Buches anderen Figuren zugeschrieben, zum Teil jedoch unter wörtlicher Verwendung der Dialoge.
- Im Film sind es zum Beispiel Richie und Joey, die von den Baldies auf die Brücke geführt werden, wo sie die Hosen herunterlassen müssen, um ihr „bestes Stück“ zu opfern. Im Buch ist es Richies Bruder, Randy, der mit seiner Gang The Zorros im Auftrag von Richie Denises Bruder Dougie und seinen Freund auf die Brücke führt.
- Das Wanderers-Banner wird im Buch von Lenny gemalt, der kein Wanderer ist, während dieses künstlerische Talent für den Film Joey zugeschrieben wurde.
- Der Mann-zu-Mann-Dialog im Film zwischen Richie und Chubby Galasso findet sich im Buch zwischen Buddy und Despies Vater.
- Der Handlungsstrang des Films spannt sich vom Konflikt zwischen Schwarzen und Italienern, der in der Schulklasse bei Mr. Sharp startet, bis zum Footballspiel, bei dem die Ducky Boys auftauchen und das in einer Massenschlägerei endet. Im Buch findet dieses Footballspiel im ersten Drittel des Buches im Rahmen eines regulären Spiels statt, während der Konflikt in Mr. Sharps Schulklasse erst im letzten Drittel auftaucht. Wo es zweckmäßig erschien, wurden Ereignisse und Motive direkt ins Drehbuch übernommen – zum Teil unter wörtlicher Verwendung der Dialoge.
- Die Verfolgungsjagd zwischen Baldies und Wanderers zu Beginn des Films mit dem Auftritt von Perry gibt es nur im Film.
- Die Affäre von Joeys Vater Emilio mit Perrys Mutter Gina gibt es nur im Film.
- Im Film wird Perrys Arm bei einer Schlägerei mit den Ducky Boys gebrochen, nachdem sich die Wanderers in ihr Viertel verirrt haben. Diese Szene gibt es nur im Film. Allerdings bricht sich Perry auch im Buch den Arm. Nur findet dieser Unfall beim Footballtraining mit Joey an einem Zaun auf dem Sportplatz statt.
- Das Strip-Pokerspiel gibt es nur im Film, aber nicht im Buch.
- Perrys Mutter stirbt im Buch, und Perry geht zurück nach Trenton, um dort bei seiner Tante zu wohnen.
- Sämtliche Ereignisse, die sich um die Figuren Eugene und Nina drehen, tauchen im Film gar nicht auf.

## Kritiken
Lexikon des internationalen Films: „Ein in Nostalgie und Trauer über den Verlust ‚unschuldiger‘ vergangener Zeiten getauchter Film, der in bemerkenswerten Ansätzen eine reizvolle zeitbezogene (Kennedy-Attentat) Differenzierung der Themen Gewalt, Rassismus und jugendliches Gruppenverhalten aufweist. Die sexuellen Versuche der Jungen sind freilich in einer auf Lacheffekte zielenden ‚Eis am Stil [sic!]‘-Manier geschildert.“
Movieman: „‚The Wanderers‘ ist einer der besten Gang-Filme, der versucht, nicht nur ein realistisches Bild zu zeichnen, sondern sich auch als ein Coming-of-Age-Film präsentiert, denn die Gangs sind nur ein Teil des Lebens der Protagonisten. In ihnen werden sie erwachsen. Gleichzeitig baut Regisseur Philip Kaufman seinen Film als Abgesang auf eine Ära auf, zeigt uns das amerikanische Leben, kurz bevor JFK erschossen wurde. Die Besetzung ist großartig, auch wenn die wenigsten der Mimen später noch einmal besonders auf sich aufmerksam machten. Was den Film jedoch zum ganz großen Erlebnis macht, ist die großartige Musikauswahl. Hier bekommt man ein paar der größten Hits der 60er Jahre zu hören.“

## Soundtrack
Der Soundtrack besteht aus bekannten Musikstücken der 1950er und der frühen 1960er Jahre.
- Walk Like a Man, The Four Seasons
- Ya Ya, Lee Dorsey
- Big Girls Don’t Cry, The Four Seasons
- My Boyfriend’s Back, The Angels
- Sherry, The Four Seasons
- Baby It’s You, The Shirelles
- Pipeline, The Chantays
- You’ve Really Got A Hold On Me, The Miracles
- Wipe Out, The Surfaris
- Soldier Boy, The Shirelles
- Stand By Me, Ben E. King
- Shout, The Isley Brothers
- Do You Love Me, The Contours
- The Times They Are A-Changin' , Bob Dylan
- Runaround Sue, Dion
- Tequila, The Champs
- I Love You, The Volumes
- The Wanderer, Dion

## Synchronisation
Die deutsche Synchronfassung entstand 1979 in Berlin.
| Rolle                | Darsteller        | Synchronsprecher         |
| -------------------- | ----------------- | ------------------------ |
| Bowling-Finanzier #1 | John Califano     | Norbert Langer           |
| Buddy                | Jim Youngs        | Ronald Nitschke          |
| Clinton Stitch       | Michael Wright    | Ingolf Gorges            |
| Despie Galasso       | Toni Kalem        | Alexandra Lange          |
| Emilio               | William Andrews   | Michael Chevalier        |
| große Frau           | Faith Minton      | Barbara Ratthey          |
| Joey                 | John Friedrich    | Michael Nowka            |
| Marinerekrutierer    | Burtt Harris      | Friedrich Georg Beckhaus |
| Mr. Galasso          | Dolph Sweet       | Arnold Marquis           |
| Mr. Sharp            | Val Avery         | Klaus Miedel             |
| Nina                 | Karen Allen       | Rita Engelmann           |
| Peewee               | Linda Manz        | Dagmar Biener            |
| Perry                | Tony Ganios       | Claus Jurichs            |
| Richie Gennaro       | Ken Wahl          | Wolfgang Condrus         |
| Roger                | Samm-Art Williams | Karl Schulz              |
| Teddy Wong           | Dion Albanese     | Mathias Einert           |
| Turkey               | Alan Rosenberg    | Andreas Mannkopff        |